# Прокол брови

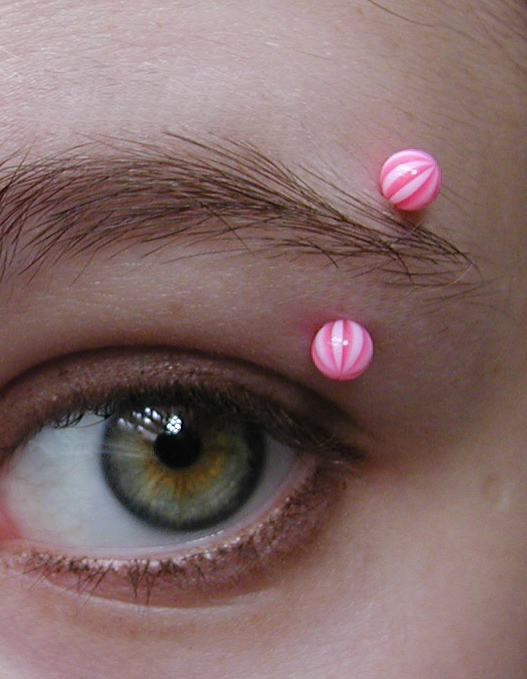
Пирсинг брови

Пирсинг брови — разновидность пирсинга лица, при котором в области брови создается прокол с целью установки и ношения украшения. Ношение этого вида пирсинга в равной степени распространено среди представителей обоих полов. Существуют как различные варианты расположения пирсинга брови, так и различные разновидности украшений. Заживление прокола проходит в среднем за 6-8 недель. Прокол брови относится к плоскостным видам пирсинга. В связи с этим существует вероятность отторжения, которую можно свести к минимуму при тщательном уходе за проколом в период заживления.

## Разновидности пирсинга брови

### Вертикальный прокол
При ровно вертикальном прокалывании брови украшение больше выпирает из кожи, чем при проколе под углом и чаще цепляется за одежду и волосы, поэтому этот вариант пирсинга брови менее распространён.

### Прокол под углом к глазу
Прокол может быть сделан под различными углами в зависимости от пожеланий и индивидуальных особенностей анатомии клиента и предпочтений мастера по пирсингу.

### Горизонтальный прокол
Прокалывание производится параллельно под или над основным гребнем брови в зависимости от предпочтений мастера по пирсингу. Этот вид пирсинга считается более сложным, чем прокол под углом и вертикальный прокол, поэтому для него желательно использовать штанги, загнутые под плоскостной пирсинг.

### Anti-eyebrow

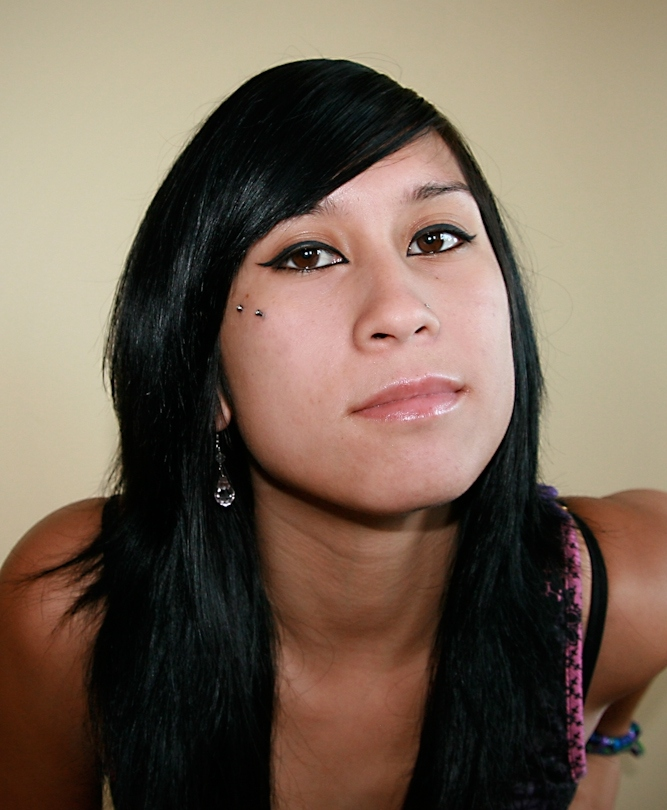
прокол Anti-eyebrow

Разновидность плоскостного пирсинга, при которой прокол производится в верхней части щеки, под глазом. В качестве украшения, как правило, используется изогнутая штанга или штанга, загнутая под плоскостной пирсинг. Украшение, как правило, устанавливается под углом так, чтобы нижний шарик находился ближе к уху, чем верхний. Возможны другие варианты расположения.
Помимо основных разновидностей возможно также создание различных сочетаний проколов на одной или обеих бровях.

## Украшения
В качестве украшения для пирсинга брови используются прямые штанги, штанги-бананы, изначально разработанные под пирсинг пупка штанги, загнутые под плоскостной прокол, кольца с шариком-застёжкой. Зачастую в качестве украшений-застёжек на штанги накручиваются шарики различных цветов и материалов, а также застёжки-украшения других форм. Для повышения шансов на успешное заживление пирсинга используются штанги из наиболее совместимых с тканями тела материалов — титана и тефлона.

## Рост популярности пирсинга брови на западе
Прокол брови относится к современным видам пирсинга. Пирсинг брови получил распространение в 1980-х. Певец группы Faith No More Чак Мослей был одним из первых публичных людей, сделавших пирсинг брови, что способствовало росту популярности этой разновидности проколов на Западе.
В настоящее время проколы брови продолжают набирать популярность. Среди известных людей пирсинг в брови носят певицы Мелани Браун, Ферги, вокалист группы «Rammstein» Тилль Линдеманн и Йож.